# José Ilson dos Santos
José Ilson dos Santos (* 28. November 1975 in Nossa Senhora da Glória, Sergipe), auch bekannt als Taílson, ist ein ehemaliger brasilianischer Fußballspieler.

## Karriere
Taílson begann seine Karriere bei EC Bahia und spielte unter anderem auch bei XV de Piracicaba und Botafogo FC (SP). 1999 wechselte er zum japanischen Gamba Osaka. 2000 wechselte er zum portugiesischen Sporting Braga. Im Sommer 2000 kehrte er nach Brasilien zurück. Hier spielte er bis 2002 für Sport Recife und Botafogo FR. 2002 wechselte er zu Sporting Braga. 2004 wechselte er nach Belgien. Hier spielte er bis 2006 für Sporting Lokeren, Excelsior Mouscron und Lierse SK. 2007 kehrte er nach Brasilien zurück. Hier unterschrieb er einen Vertrag bei Athletico Paranaense. Danach spielte er bei Fortaleza EC und América Mineiro.

## Erfolge
Bahia
- Staatsmeisterschaft von Bahia: 1994

XV de Piracicaba
- Série C: 1995